# Бурезь (Житковичский район)
Бурезь (бел. Буразь) — деревня в Вересницком сельсовете Житковичского района Гомельской области Белоруссии.

## География

### Расположение
В 32 км на юго-запад от районного центра и железнодорожной станции Житковичи (на линии Лунинец — Калинковичи), 266 км от Гомеля.

## Гидрография
На юге сеть мелиоративных каналов.

## Транспортная сеть
Транспортные связи по просёлочной, затем автомобильной дороге Туров — Лельчицы. Планировка состоит из прямолинейной, близкой к широтной ориентации улицы, к которой с севера присоединяется короткая меридиональная улица. Застройка деревянная, усадебного типа.

## История
Обнаруженные археологами стоянка каменного века, поселения разных периодов железного века, могильник I века до н. э. — I века н. э. свидетельствуют о заселении этих мест с давних времён. Согласно письменным источникам известна с XVIII века. После 2-го раздела Речи Посполитой (1793 год) в составе Российской империи. В 1816 году село в Мозырском уезде Минской губернии. В 1834 году владение графини Мостовской. Была центром одноимённого фольварка, хозяин которого дворянин Ковалевский владел в 1857 году 4628 десятинами земли. Во 2-й половине 1890-х годов Западная экспедиция И. И. Жилинского провела в поместье ряд мелиоративных работ. Согласно переписи 1897 года в Туровской волости, работала кузница.
В 1922 году в национализированном здании открыта школа. В 1930 году организован колхоз «Красная Туровщина». Во время Великой Отечественной войны освобождена от захватчиков 5 июля 1944 года. 31 житель погиб на фронте. Согласно переписи 1959 года в составе колхоза «Победа» (центр — деревня Запесочье). Действуют клуб, библиотека.

## Население

### Численность
- 2004 год — 90 хозяйств, 183 жителя.

### Динамика
- 1816 год — 10 дворов 67 жителей.
- 1834 год — 81 житель.
- 1897 год — 23 двора, 199 жителей; в фольварке 7 дворов, 64 жителя (согласно переписи).
- 1917 год — 262 жителя.
- 1959 год — 402 жителя (согласно переписи).
- 2004 год — 90 хозяйств, 183 жителя.